# Irakli Turmanidze
Irakli Turmanidze (né le 13 décembre 1984) est un haltérophile géorgien. Il concourt dans la catégorie des plus de 105 kg.

## Palmarès
- Jeux olympiques :
  - Jeux olympiques de 2016 à Rio de Janeiro :
    -  Médaille d'or dans la catégorie +105 kg.

- Championnats d'Europe :
  - 2012 à Antalya :
    -  Médaille de bronze en +105 kg

  - 2015 à Tbilissi :
    -  Médaille d'or en +105 kg